# Cidade Antiga de Alepo
A Cidade antiga de Alepo é um patrimônio mundial na Síria. Entre o vasto património cultural da cidade destacam-se a cidadela do século XIII, a Grande Mesquita do século XII e vários madraçais, palácios, caravanserais (pousadas ao lado das estradas onde os viajantes podiam descansar e se recuperar da viagem do dia) e hammams do século XVII.
A Cidade foi declarada Património Mundial em 1986 e ela existe até hoje, atualmente é uma zona de guerra.